# Rohey Malick Lowe

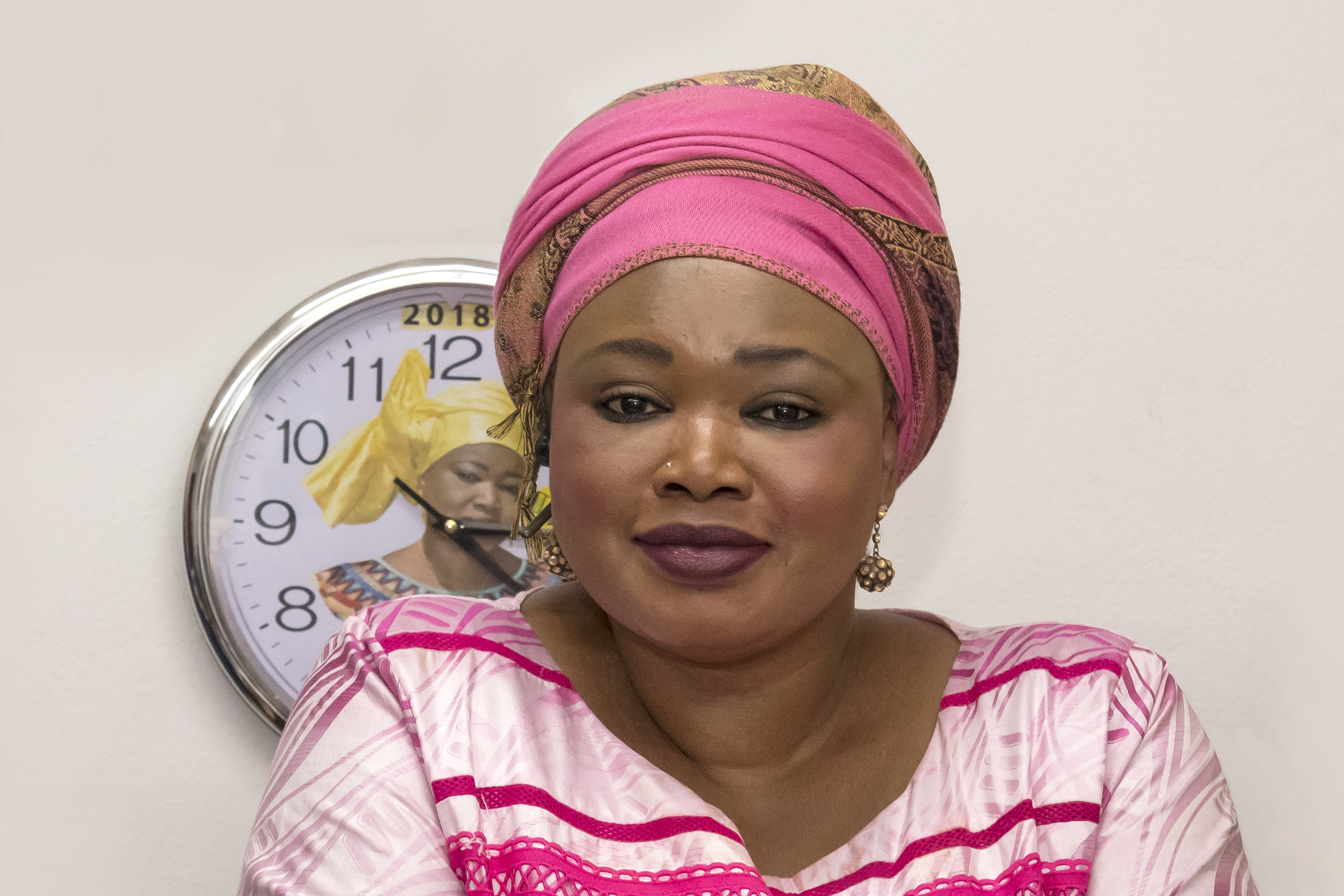
Rohey Malick Lowe (2018)

Rohey Malick Lowe (* 19. Dezember 1971 in Bathurst) ist gambische Unternehmerin und Politikerin. Seit 2018 ist sie Oberbürgermeisterin der gambischen Hauptstadt Banjul (englisch Lord Mayoress of Banjul). Sie ist die erste Frau, die in Gambia als Bürgermeisterin direkt gewählt wurde.

## Leben
Rohey Malick Lowe ist die Tochter des ehemaligen Bürgermeisters von Banjul, Alhaji Malick Lowe. Sie wurde in Bathurst – wie die Hauptstadt noch bis 1973 hieß – geboren und wuchs dort auf.
Sie ging in Gambia auf die St. Joseph’s High School. Von 1983 bis 1988 besuchte sie das Nyköping College in Schweden. Anschließend arbeitete sie zwei Jahre als Hotelempfangsdame. Von 1993 bis 1996 verbrachte die Zeit im Ausland, danach nach ihrer Rückkehr nach Gambia begann sie unternehmerisch tätig zu werden und gründete die Firma „Wa Kerr Rohey“. Diese Firma war auf die Lieferung von Reinigungsmitteln für die Hotellerie spezialisiert. Von 2015 bis 2017 studierte sie Internationale Beziehungen an der Hochschule Dalarna in Schweden. Währenddessen engagierte sie sich politisch bei den schwedischen Sozialdemokraten.
Lowe ist Parteimitglied der United Democratic Party (UDP), die sie 1996 mitbegründet hatte. Im August 2017 kündigte sie ihre Kandidatur an, den Banjul City Council (BCC) ohne Gehalt zu regieren. Bei den Regionalwahlen in Gambia am 12. Mai 2018 gewann sie die Wahl vor ihren Amtsvorgänger Abdoulie Bah, der sich als parteiloser Kandidat aufstellen ließ.
Im Mai 2019 heiratete sie in zweiter Ehe Mboge Saidykhan, einen Angestellten der gambischen Botschaft in Washington (USA).

## Auszeichnungen und Ehrungen
- 2019: Ehrenbürgerwürde (honorary citizenship) von Statesboro, US-Bundesstaat Georgia[7]